# Latastia caeruleopunctata
Latastia caeruleopunctata là một loài thằn lằn trong họ Lacertidae. Loài này được Parker mô tả khoa học đầu tiên năm 1935.